# Ida Nilsson
Pour les articles homonymes, voir Nilsson.
Ida Nilsson est une athlète suédoise, née le 8 février 1981. Spécialiste de ski-alpinisme et d'ultra-trail, elle a notamment remporté 3 fois de suite la Transvulcania (2016, 2017 et 2018).

## Biographie
Elle effectue un solide début de saison en Golden Trail Series 2018, remportant la première manche de Zegama-Aizkorri et décrochant la deuxième place aux 42 km du Mont-Blanc. Elle se fait plus discrète en fin de saison mais termine à la deuxième place du classement général grâce à ses podiums.
Le 5 novembre 2022, elle prend le départ de l'épreuve de trail long des championnats du monde de course en montagne et trail à Chiang Mai. Elle prend un bon départ et mène la première partie de course. Croyant s'être débarrassée de la Française Blandine L'Hirondel, elle voit cette dernière effectuer une solide remontée en deuxième partie de course puis la doubler. Elle parvient à conserver un bon rythme pour s'assurer de la médaille d'argent.

## Résultats
| no  | féminin            | Course                                | Longueur | Départ           | Temps            |
| --- | ------------------ | ------------------------------------- | -------- | ---------------- | ---------------- |
| 24e | Médaille d'or      | Transvulcania                         | 73 km    | 7 mai 2016       | 8 h 14 min 18 s  |
| 19e | Médaille d'or      | The Rut 50K                           | 50 km    | 3 septembre 2016 | 4 h 27 min 30 s  |
| 17e | Médaille d'or      | Transvulcania                         | 73 km    | 13 mai 2017      | 8 h 04 min 17 s  |
| 6e  | Médaille d'or      | Swiss Alpine Marathon K78             | 78 km    | 29 juillet 2017  | 7 h 5 min 19 s   |
| 18e | Médaille d'argent  | Grand Trail des Templiers             | 76 km    | 22 octobre 2017  | 7 h 33 min 56 s  |
| 25e | Médaille d'or      | Transvulcania                         | 73 km    | 12 mai 2018      | 8 h 40 min 43 s  |
| 51e | Médaille d'or      | Zegama-Aizkorri                       | 42,2 km  | 27 mai 2018      | 4 h 38 min 38 s  |
| 28e | Médaille d'argent  | Marathon du Mont-Blanc                | 42 km    | 1er juillet 2018 | 4 h 39 min 37 s  |
| 15e | Médaille d'or      | Swiss Alpine Marathon K43             | 43 km    | 28 juillet 2018  | 4 h 3 min 24 s   |
| 92e | 8e                 | Sierre-Zinal                          | 31 km    | 12 août 2018     | 3 h 10 min 21 s  |
| 17e | Médaille d'or      | Marató Pirineu                        | 42 km    | 2 octobre 2021   | 4 h 24 min 14 s  |
| 17e | Médaille de bronze | Marató Pirineu                        | 42 km    | 1er octobre 2022 | 4 h 26 min 58 s  |
| 36e | Médaille d'argent  | Championnats du monde de trail - Long | 78 km    | 5 novembre 2022  | 8 h 34 min 59 s  |
| 6e  | Médaille d'or      | The Canyons Endurance Runs 100K       | 100 km   | 29 avril 2023    | 9 h 51 min 7 s   |
| 22e | Médaille d'argent  | Transvulcania                         | 73 km    | 11 mai 2024      | 8 h 16 min 32 s  |
| 21e | 6e                 | Western States 100-Mile Endurance Run | 100 mi   | 29 juin 2024     | 16 h 56 min 52 s |
| 8e  | Médaille d'or      | Transgrancanaria Advanced             | 82 km    | 22 février 2025  | 8 h 34 min 54 s  |
| 15e | 4e                 | Western States 100-Mile Endurance Run | 100 mi   | 28 juin 2025     | 17 h 0 min 48 s  |